# Dixy Lee Ray
Dixy Lee Ray (3 de setembro de 1914 - 2 de janeiro de 1994) foi uma política norte-americana do estado de Washington membro do Partido Democrata. Foi a primeira governadora da historia de Washington.
Marguerite Ray nasceu em Tacoma, e filha de Frances Ray Adams e Marion Alvis Ray. Dixy e a segunda filha mais velha do casal. Em 1930 mudou seu nome para "Dixy Lee". Estudou na Tacoma Stadium High School, graduou-se na Mills College em Oakland, Califórnia, em 1937. Ray e formada em biologia pela Universidade de Washington
Em 1975, foi nomeada primeiro secretário de Estado adjunto para Assuntos Oceânicos e Meio Ambiente. 
Ela foi eleita governadora de Washington, em 1976. 
Em 1980, ela perdeu na primária democrata  para o então senador estadual Jim McDermott, que perdeu nas eleições gerais para o republicano John D. Spellman. Ray deixou o cargo em janeiro de 1981. 